# Jiří Anton
Jiří Anton (4. října 1924 Bílovice nebo Brno – 29. srpna 1997) byl český hokejový obránce a trenér.

## Hráčská kariéra
S hokejem začal v Bílovicích, kde v letech 1936–1947 nastupoval za tamní tým. Sezónu 1947/48 odehrál v SKH Brno, poté nastoupil do SK Židenice Brno, kde setrval do roku 1952. V letech 1952 až 1955 hrál, jako hrající trenér, za Křídla vlasti Olomouc. Jeho posledním týmem, se kterým hrál do roku 1957, byl Slovan Bratislava.
Za osm ligových sezón zaznamenal 9 gólů.

### Reprezentace
Za československou reprezentaci nastoupil v osmi zápasech v letech 1950 a 1951. V reprezentačním dresu zaznamenal jeden gól.

## Trenérská kariéra
V roce 1956 nastoupil na pozici trenéra Dukly Jihlava, v následujícím roce se stal svazovým trenérem NDR. V této funkci setrval do roku 1962. V letech 1962–1967 zastával funkci ústředního trenéra sekce ledního hokeje ÚV ČSTV. Poté byl trenérem ZVL Žilina v sezóně 1967/1968. Od roku 1968 působil jako trenér švýcarského HC Ambrì-Piotta, od následující sezóny dalšího švýcarského klubu EHC Visp. Poté po jednotlivých sezónách trénoval ve VTJ Příbram, Spartak ZVÚ Hradec Králové, MDS Olomouc a TJ Prostějov.

### Reprezentace
Na mistrovství světa v roce 1954 byl na pozici asistenta trenéra. V letech 1962–1964 pak reprezentační družstvo vedl sám. Zúčastnil se mistrovství světa v roce 1963, 1964 a olympijských her 1964.